# Coptosperma littorale
Coptosperma littorale là một loài thực vật có hoa trong họ Thiến thảo. Loài này được (Hiern) Degreef mô tả khoa học đầu tiên năm 2001.